# Lac aux Dorés
Der Lac aux Dorés ist ein See in der Jamésie (Verwaltungsregion Nord-du-Québec) in der kanadischen Provinz Québec.

## Lage
Der Lac aux Dorés liegt in direkter Nachbarschaft zum größeren und weiter östlich gelegenen Lac Chibougamau. Die Gouin-Halbinsel trennt die beiden Seen voneinander. Der Ort Chibougamau befindet sich 5 km nordwestlich vom Seeufer. Der langgestreckte See hat eine Längsausdehnung von etwa 20 km. Die Wasserfläche beträgt 40 km². Der See wird vom Lac Chibougamau gespeist. Der Rivière Chibougamau, ein Zufluss des Rivière Waswanipi, bildet den Abfluss des Lac aux Dorés an dessen südlichem Seeende.